# Pedro José Astraín Rodríguez
Pedro José Astraín Rodríguez es un militar cubano, actual director de la Empresa de Servicios Ingenieros-Dirección Integrada de Proyectos Mayarí.

## Vida militar
Como soldado, fue partícipe en la limpia del Escambray durante la Rebelión del Escambray. En 1963 ingresó a las Fuerzas Armadas Revolucionarias de Cuba con el fin de obtener los estudios militares necesarios. Dentro de las mismas, permaneció por años y ocupó diferentes cargos de dirección. 

## Vida política
Como Ingeniero Civil, fue Presidente del Tribunal de Grados en el Instituto Superior Politécnico José Antonio Echeverría. En 2005 fue designado director de la Empresa de Servicios Ingenieros-Dirección Integrada de Proyectos Mayarí, con la cual desempaña las obras hidráulicas del Trasvase Este-Oeste, en la provincia de Holguín.